# Valls
|  | Aquest article tracta sobre el municipi de l'Alt Camp. Vegeu-ne altres significats a «Valls (desambiguació)». |

Valls és una ciutat i un municipi de Catalunya, capital de la comarca de l'Alt Camp. Es troba a 19 km de Tarragona i a 215 m sobre el nivell del mar. Inclou l'entitat municipal descentralitzada de Picamoixons.

## Geografia
- Llista de topònims de Valls (Orografia: muntanyes, serres, collades, indrets..; hidrografia: rius, fonts...; edificis: cases, masies, esglésies, etc).

## Història
La ciutat de Valls està enclavada en una zona de pas. Això fa que des de la prehistòria la zona hagi estat ocupada per l'home. En són bona mostra les troballes del jaciment de Picamoixons, entre d'altres. Més endavant, a l'època dels ibers i en la posterior romanització, els paratges de Valls foren habitats amb intensitat. El jaciment ibèric del Vilar i el forn d'època iberoromana de Fontscaldes així ho evidencien.
Però el naixement pròpiament dit de la ciutat no es produí fins a la primera meitat del segle xii, una vegada derrotats els sarraïns que poblaven Siurana i la serra de Prades.
L'any 1194 ja està documentada l'església parroquial de Sant Joan. El 1210 el rei Pere el Catòlic concedí el privilegi del mercat setmanal. L'any 1229 la vila ja tenia les seves Ordinacions Municipals, unes de les més antigues de Catalunya, fet que demostra ja la complexitat de l'estructura econòmica i social de la ciutat.
La vila tenia dos punts neuràlgics: l'església parroquial de Sant Joan, romànica, i el castell, propietat de l'arquebisbe, el qual era senyor absolut de la municipalitat des de l'any 1391, en què el rei Joan I li vengué la seva jurisdicció. Fou en aquesta època, a l'últim terç del segle xiv, quan es configuraren els límits de la ciutat antiga en construir-se les muralles.
La vila tenia una gran vitalitat i esdevingué la segona població del Camp de Tarragona al llarg dels segles xiv, xv i xvi. Fou aquest últim segle el que veié la construcció de diverses esglésies i convents i diverses obres civils d'importància. La més emblemàtica fou la construcció de la nova església parroquial de Sant Joan, entre el 1569 i el 1583.
Després de l'embranzida constructora de finals del segle xvi, el segle xvii començà amb crisis constants que s'agreujaren amb la guerra contra França i més tard amb la guerra dels Segadors. La vila de Valls, situada en un punt estratègic entre Lleida i Tarragona, es veié assetjada una vegada i una altra per les tropes invasores, i l'agost de 1694 s'hi produí l'avalot dels pobres, que s'estengué a Solivella.
Passada la guerra la vila recobrà la seva puixança econòmica fins a principis del segle xviii en què novament es veié assetjada, ara amb motiu de la guerra de Successió. El 1709, el rei Carles va concedir el títol de ciutat a la vila, pels grans serveis prestats a la seva causa; un títol que Valls perdé en accedir el rei Felip V a la Corona d'Aragó.
Va formar part de la Vegueria de Tarragona fins al 1716. Després va passar a formar part del Corregiment de Tarragona des del 1716 fins al 1833.
L'entronització de la nova monarquia feu aflorar nous dirigents, especialment la família Veciana, que dirigirà el cos dels Mossos d'Esquadra, nascuts a la ciutat. Al llarg de la centúria es veié la construcció del nou santuari de la Mare de Déu del Lledó, de l'església de Sant Antoni i del quarter. Fou un moment de gran expansió econòmica en què destacava el cultiu de la vinya i el seu comerç. El segle xviii s'acabà amb la fundació de les Festes Decennals de la Mare de Déu de la Candela, l'any 1791, de gran repercussió en la història de la ciutat, i amb l'aparició de les primeres manifestacions del fet casteller tal com el coneixem ara.
El segle xix s'inicià amb la invasió francesa durant la qual es produí la Batalla del Pont de Goi el 25 de febrer de 1809, i continuà amb les Guerres Carlines. Tot el segle es veié constantment sobresaltat per motins (1834 i 1845), fets revolucionaris (1868 i 1869) i enfrontaments entre patrons i obrers. Uns enfrontaments lògics si pensem que la ciutat comptava amb una forta industrialització, especialment en el ram tèxtil. Tinguem en compte, a més a més, que el 1842 Valls arribà als 16.084 habitants, de manera que efímerament es convertia en la quarta ciutat de Catalunya en pes demogràfic, després de Barcelona, Reus i Tortosa. L'any 1850 fou inaugurat el Teatre Principal.
La inestabilitat social i la plaga de la fil·loxera, que afectà la vinya, provocaren un enfonsament econòmic de la ciutat. Tot i així, en les dues darreres dècades del segle Valls veié diversos fets importants, com la creació de la fàbrica de gas (1880), la fundació del Banc de Valls (1881), l'arribada del tren Barcelona-Vilanova-Valls (1883), el naixement de la Societat Agrícola (1888) i la construcció del campanar de Sant Joan (1897), el més alt de Catalunya. Fidel a la Segona República Espanyola, fou víctima de bombardeigs, repressió republicana i nacionalista, i les principals esglésies i capelles foren assaltades i cremades.

### Bressol dels castells
Durant el segle xx s'han produït grans transformacions econòmiques, socials i urbanístiques. Ara bé: fins força després del greu sotrac de la guerra civil (1936-1939), la ciutat patí l'estancament iniciat en la centúria anterior. No obstant això, podem destacar que abans de la contesa sorgiren iniciatives importants com la Biblioteca Popular, la Cooperativa Elèctrica i l'Escola del Treball. Gradualment, a partir dels anys cinquanta es produí una nova expansió industrial. Mentre els sectors tradicionals de la indústria (el tèxtil, els aiguardents i els adobats), així com l'agricultura, anaven quedant reduïts a la mínima expressió, sorgien dues empreses metal·lúrgiques destinades a fer-se molt grans. La creació del Polígon Industrial, l'any 1964, va permetre la implantació de noves factories i una diversificació del teixit industrial de Valls. Simultàniament, el sector dels serveis, tant públics com privats, ha anat experimentant una expansió.

## Símbols
L'escut oficial de Valls té el següent blasonament: Escut caironat: de gules, una faixa d'argent. Per timbre, una corona mural de ciutat. Tot i que l'escut de la ciutat és, pel que fa a les peces i els esmalts, el tradicional de sempre, no va ser aprovat oficialment fins al 12 de maig de 1983.

## Economia
El 1970 la seva renda anual mitjana per capita era de 58.986 pessetes (354,51 euros).
El 1983 el terme municipal de Valls comptava amb unes 1.117 explotacions agràries d'entre 0 i 5 hectàrees, unes 227 d'entre 5 i 50 hectàrees, 6 d'entre 50 i 200 hectàrees i 1 explotació més gran de 1.000 hectàrees.
El municipi de Valls té 24.321 habitants, dels quals 12.127 són homes i 12.194 dones. Aquesta població té una estructura d'edats força equilibrada: 16,9% de població entre 0 i 14 anys; 60,6% entre 15 i 59 anys; i 22,5% de 60 anys i més. En funció del lloc d'origen, diguem que un 67,6% de la població ha nascut a Catalunya, un 17,2% a la resta d'Espanya i un 15,1% en altres estats. Per sectors d'activitat, un 4% es dedica a l'agricultura i ramaderia, un 56% a la indústria, un 5% a la construcció i un 35% al comerç i serveis.

## Tradicions
El calendari festiu anual de Valls s'inicia amb els Tres Tombs, que se celebren al gener, i que provenen de la festa de Sant Antoni Abat el 17 de gener. Els Tres Tombs de Sant Antoni Abat de Valls són uns dels més concorreguts de Catalunya, els que presenten una millor col·lecció de carros de treball i alhora el recorregut més complex al seu pas pel barri antic de la ciutat, fet que posa a prova la destresa dels carreters. Han estat declarats Festa Tradicional d'Interès Nacional per part de la Generalitat de Catalunya.
Unes setmanes després, al darrere diumenge de gener en ple hivern, té lloc la Festa de la Calçotada, diada gastronòmica dedicada al producte gastronòmic que des de Valls s'ha exportat al món. Les calçotades van néixer a Valls i han esdevingut un dels àpats nacionals de Catalunya.
El Carnaval és aquí una festa prou espontània. L'element més singular és el tradicional caramel vermell de Dijous Gras, que només es pot trobar a Valls. La festa acaba Dimecres de cendra amb l'Enterrament del Carnestoltes, en què figura la geganta de la quaresma. Un cop finalitzat aquest acte, la geganta es porta a l'entrada de l'Ajuntament fins que s'acaba la quaresma. Cada setmana se li despenja una arengada de les set que té al seu cistell.
La Setmana Santa excel·leix per la qualitat i antiguitat d'algunes de les talles que ixen en processió Divendres Sant a la nit pel barri antic i el cor de la ciutat vallenca. En aquest sentit, es conserven misteris de l'escultor Lluís Bonifaç i Massó, del segle xviii, que són dels més històrics que desfilen a Catalunya.
La Diada de Sant Jordi es commemora el patró de Catalunya amb parades de llibres i roses als carrers.
El Corpus de Valls té el seu eix central en la processó. És un dels Corpus més antics de Catalunya i del conjunt de la península, i el de major trajectòria del Camp de Tarragona.
La Festa Major de Sant Joan Baptista de Valls, del 20 al 25 de juny, és considerada l'inici de la temporada tradicional de castells, la manifestació més identitària de Valls i un dels símbols de Catalunya. Des de novembre de 2010 els castells, són Patrimoni Immaterial de la Humanitat, gràcies a la proclamació de la UNESCO. En el terra de la plaça del Blat figura la placa que assenyala el quilòmetre zero de l'univers casteller. També podem gaudir d'una extensa programació amb concerts, espectacles, les sortides del seguici cerimonial de la ciutat (la Nit de Completes, l'Ofici i el Tomb del Poble) i el correfoc.
El dimarts i primer dimecres d'agost s'hi organitza la Firagost, la Festa Major del Camp Català. Els tendals que cobreixen la plaça del Blat i el carrer de la Cort formen part del patrimoni de les arquitectures efímeres de Catalunya. Hi té lloc el segon duel entre les colles vallenques a la diada castellera de Firagost.
La vigília de l'Onze de Setembre, Diada Nacional de Catalunya, se celebra la tercera actuació castellera en la plaça bressol dels castells.
Dins les Fires de Santa Úrsula de Valls, la Diada de Santa Úrsula, a la plaça del Blat, és una de les més importants diades castelleres de Catalunya i significa la cloenda del calendari tradicional dels castells. De 2012 ençà ha esdevingut, amb el nom de Fòrum Casteller, la gran fira dels castells.
El cicle de Nadal compta amb el tradicional Mercat de Nadal i Fira de capons, aviram i motius nadalencs. Aquesta fira d'aviram viu és l'única en el seu gènere que es realitza al Camp de Tarragona i dona una personalitat diferenciada al Nadal vallenc. La representació dels Pastorets de Valls, a càrrec del Grup del Teatre Principal és un dels grans clàssics de les celebracions i va adreçat especialment als públics familiars. El treball vallenc en el teatre popular en els anys cinquanta i seixanta del segle xx fou clau per a l'actualització de la manera de fer Pastorets a Catalunya, i marcà la pauta en el ressorgiment d'aquest espectacle nadalenc molt especialment en les comarques de Tarragona. El Pessebre vivent de Valls es va escenificar al Barri Antic de la població des de l'any 2011 fins al 2019.

Cada deu anys, al voltant del dia 2 de febrer, festivitat de la Mare de Déu de la Candela, s'hi celebren les Festes Decennals de la Mare de Déu de la Candela, concretament els anys acabats en 1 com per exemple 2001, 2011... Són declarades Festa Patrimonial d'Interès Nacional per part del Govern de la Generalitat de Catalunya. Durant deu dies la ciutat de Valls retroba i exhibeix les seves arrels amb els pregons, les lluminàries, els castells i el seguici cerimonial. Les properes tindran lloc l'any 2022.

## En la literatura
Vilaniu és l'elaboració literària que Narcís Oller fa de Valls, la ciutat on va néixer. Allí hi transcorren, del tot o en part, tres de les seves novel·les més conegudes: Vilaniu, La bogeria i La febre d'or. L'autor evoca, seguint els cànons romàntics, els personatges, els llocs i els costums de la vila, però alhora fa un retrat força crític del seu ambient tancat, ensopit i estret de mires.

## Llocs d'interès
L'skyline de la ciutat de Valls compta amb un element que la caracteritza especialment: el campanar de Valls, que correspon a l'església arxiprestal de Sant Joan. Amb 74 metres, és el més alt dels de les esglésies de Catalunya. És obra de l'arquitecte Francesc Villar Carmona i va ser construït entre 1895 i 1897. Des de dalt s'albiren poblacions de cinc comarques diferents.

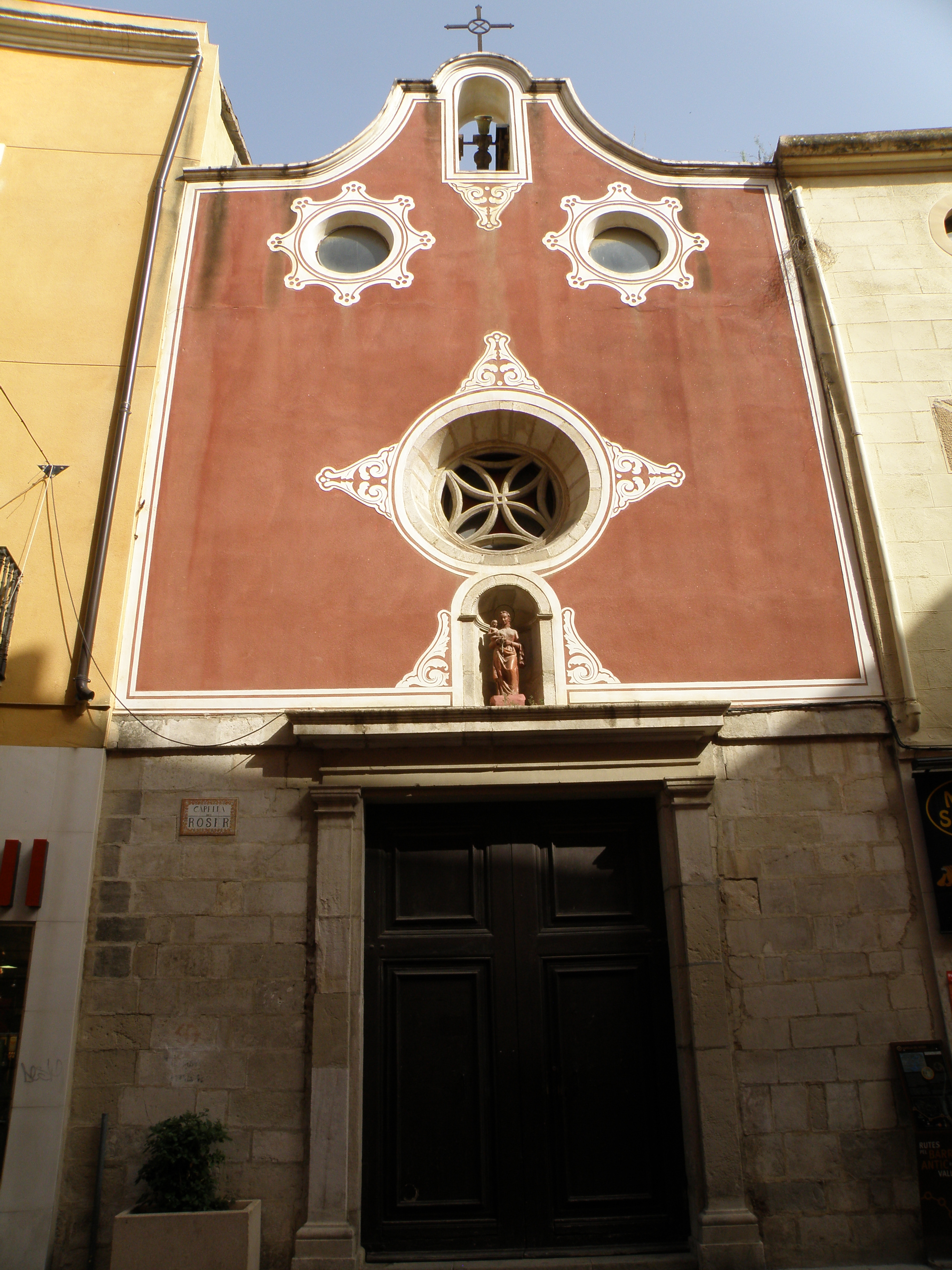
Capella del Roser

Declarats béns culturals d'interès nacional:
- Capella del Roser, edifici barroc.
- Muralles de Valls del segle xiv.
- Doldellops o la Granja, antiga granja gòtica.
- Escut de Can Dasca, barroc.
- Església de Sant Joan Baptista, segle xvi.[11]

Antic hospital de Sant Roc: edifici que es remunta a l'any 1562, quan el Consell Especial de la vila acordà fer un hospital nou en uns terrenys propers a la muralla. Originalment va ser conegut com a Hospital de Pobres de Jesucrist i es posà sota l'advocació de Sant Roc l'any 1582. L'edificació, restaurada en l'actualitat, destaca pel claustre central i per la columnata de pilars de secció octogonal i arcs de mig punt que recorre perimetralment les façanes d'aquest pati interior. La façana exterior ofereix un caràcter sobri i equilibrat. Tres portalades de pedra d'àmplies proporcions donen accés a les dues dependències destinades a sales d'exposicions temporals i al vestíbul d'accés al claustre i a les plantes superiors de l'edifici. Actualment és la seu de l'Institut d'Estudis Vallencs.
La Biblioteca Comarcal Carles Cardó és una biblioteca pública del municipi. A la Casa de Cultura, la biblioteca, compartia espais amb el Museu de Valls creat l'any 1954 i l'Arxiu Comarcal de l'Alt Camp.
Hi podem trobar el santuari de la Mare de Déu del Lledó, imatge d'alabastre trobada el 1366; és situat al passeig de Caputxins. Actualment és parròquia.
El Palau de Reig és un despoblat del municipi.
Museus
- Museu de Carros i Eines del Camp.
- Museu de Valls.[15]
- Museu Casteller de Catalunya

## Fills il·lustres de la ciutat
Vegeu també la categoria Vallencs
- Jaume Huguet, pintor (1412 - 1492)
- Fra Josep de la Concepció El Tracista (1626-1690), arquitecte i religiós
- Lluís Bonifaç i Massó, escultor (1730 - 1786)
- Narcís Oller i Moragas, escriptor (1846 - 1930)
- Carles Cardó i Sanjoan, teòleg i escriptor (1884 - 1958)
- Jaume Mercadé Queralt, pintor (1887 - 1967)
- Cèsar Martinell i Brunet, arquitecte (1888 - 1973)
- Pere Català i Pic, fotògraf, publicista i escriptor (1889 - 1971)
- Pere Mateu i Cusidó, anarquista que va participar en l'assassinat del president del Govern Eduardo Dato (1895-1982)
- Robert Gerhard i Ottenwaelder, compositor (1896 - 1970)
- Manuel González Alba, polític (1896 - 1934)
- Ignasi Ferrés i Iquino, director de cinema (1910 - 1994)
- Francesc Català-Roca, fotògraf (1922 - 1998)
- Pere Català i Roca, fotògraf i historiador (1923 - 2009)
- Joan Bosch i Palau, director de cinema (1925)
- Cèsar Puig i Casañas, advocat (1956)
- Xavier Tondo i Volpini, ciclista (1978 - 2011)
- Mar Ulldemolins i Sarret, actriu (1980)
- Andrea Fuentes i Fache, nedadora de natació sincronitzada (1983)
- Ramon Piñas i Morlà (1877-1944) sacerdot, poeta i escriptor.
- Flora Sanabra i Villarroya, política (b. 1945)
- Benet Llort Montguió ([...?] - [...?]) compositor i abat de Santes Creus.

## Demografia
| Entitat de població | Habitants (2024) |
| Valls               | 24.440           |
| Picamoixons         | 448              |
| Fontscaldes         | 185              |
| Masmolets           | 12               |
| Font: Idescat       |                  |

| 1497 f | 1515 f | 1553 f | 1717  | 1787  | 1857   | 1877   | 1887   | 1900   | 1910   |
| ------ | ------ | ------ | ----- | ----- | ------ | ------ | ------ | ------ | ------ |
| 245    | 337    | 665    | 3.116 | 8.155 | 13.588 | 13.250 | 13.274 | 12.625 | 11.911 |

| 1920   | 1930   | 1940   | 1950   | 1960   | 1970   | 1981   | 1990   | 1992   | 1994   |
| ------ | ------ | ------ | ------ | ------ | ------ | ------ | ------ | ------ | ------ |
| 10.698 | 11.210 | 10.866 | 11.650 | 11.886 | 15.091 | 18.753 | 20.283 | 20.074 | 20.074 |

| 1996   | 1998   | 2000   | 2002   | 2004   | 2006   | 2008   | 2010   | 2012   | 2014   |
| ------ | ------ | ------ | ------ | ------ | ------ | ------ | ------ | ------ | ------ |
| 20.206 | 20.098 | 20.382 | 21.048 | 22.237 | 23.315 | 24.740 | 25.158 | 25.084 | 24.570 |

| 2016   | 2018   | 2020   | 2022   | 2024   | 2026 | 2028 | 2030 | 2032 | 2034 |
| ------ | ------ | ------ | ------ | ------ | ---- | ---- | ---- | ---- | ---- |
| 24.285 | 24.156 | 24.477 | 24.727 | 25.047 | -    | -    | -    | -    | -    |

## Política

### Eleccions locals
- Eleccions municipals de 2023 a Valls

### Alcaldes[16]
| Període     | Alcalde o alcaldessa           | Partit polític | Data de possessió | Observacions |
| ----------- | ------------------------------ | -------------- | ----------------- | ------------ |
| 1979–1983   | Pau Nuet                       | PSC            | 19/04/1979        | --           |
| 1983–1987   | Pau Nuet                       | PSC            | 28/05/1983        | --           |
| 1987–1991   | Pau Nuet                       | PSC            | 30/06/1987        | --           |
| 1991–1995   | Alfred Pérez de Tudela         | PSC            | 15/06/1991        | --           |
| 1995–1999   | Jordi Castells                 | ERC            | 17/06/1995        | --           |
| 1999–2003   | Jordi Castells Francesc Moreno | ERC PSC        | 03/07/1999        | --           |
| 2003–2007   | Dolors Batalla                 | CiU            | 14/06/2003        | --           |
| 2007–2011   | Dolors Batalla Albert Batet    | CiU            | 16/06/2007        | --           |
| 2011–2015   | Albert Batet                   | CiU            | 11/06/2011        | --           |
| 2015–2019   | Albert Batet                   | CiU            | 13/06/2015        | --           |
| 2019-2023   | Dolors Farré                   | JxValls        | 15/06/2019        | --           |
| Des de 2023 | Dolors Farré                   | JxValls        | 17/06/2023        | --           |